# إيبان مايو كلينيك
إيبان مايو كلينيك (بالإسبانية: Iban Mayo)‏ مواليد 19 أغسطس 1977 في إيغوري، إسبانيا، هو دراج إسباني سابق في صنف سباق الدراجات على الطريق.

## سجل النتائج

### سباقات أو مراحل فاز بها
| التاريخ        | السباق                         | المركز                                                                 |
| -------------- | ------------------------------ | ---------------------------------------------------------------------- |
| 27 مايو 2001   | جائزة دو ميدي ليبر الكبرى 2001 |                                                                        |
| 09 يونيو 2001  | Classique des Alpes 2001       | الأول في التصنيف العام                                                 |
| 17 يونيو 2001  | سباق دوفين للدراجات 2001       | السابع في تصنيف النقاط                                                 |
| 30 سبتمبر 2001 | طواف إسبانيا 2001              | المرتبة 11 في التصنيف العام                                            |
| 01 يناير 2002  | Euskal Bizikleta 2002          | المرتبة 13 في التصنيف العام                                            |
| 29 سبتمبر 2002 | طواف إسبانيا 2002              | الخامس في التصنيف العام                                                |
| 11 أبريل 2003  | طواف إقليم الباسك 2003         | الأول في التصنيف العام، الخامس في تصنيف الجبال                         |
| 27 أبريل 2003  | لييج-باستون-لييج 2003          | الثاني في التصنيف العام                                                |
| 15 يونيو 2003  | سباق دوفين للدراجات 2003       | الأول في تصنيف الجبال، الأول في تصنيف النقاط، الثاني في التصنيف العام  |
| 27 يوليو 2003  | سباق طواف فرنسا 2003           | السادس في التصنيف العام، السادس في تصنيف الجبال                        |
| 09 أبريل 2004  | طواف إقليم الباسك 2004         | الثاني في التصنيف العام                                                |
| 16 مايو 2004   | 2004 فولتا أستورياس            |                                                                        |
| 13 يونيو 2004  | سباق دوفين للدراجات 2004       | الأول في التصنيف العام، الثالث في تصنيف الجبال، الثالث في تصنيف النقاط |
| 01 يناير 2006  | طواف برغش 2006                 |                                                                        |

## روابط خارجية
- إيبان مايو كلينيك على موقع الاتحاد الدولي للدراجات (الإنجليزية)
- إيبان مايو كلينيك على موقع أرشيف الدراجات (الإنجليزية)
- إيبان مايو كلينيك على موقع إحصائيات الدراجات الإحترافية (الإنجليزية)
- إيبان مايو كلينيك على موقع نسبة الدراجات (الإنجليزية)
- إيبان مايو كلينيك على موقع CycleBase (الإنجليزية)